# 커버걸 (1984년 영화)
커버걸(Covergirl)은 캐나다에서 제작된 장-끌로드 로드 감독의 1984년 드라마, 멜로/로맨스 영화이다. 제프 코너웨이 등이 주연으로 출연하였다.

## 출연

### 주연
- 제프 코너웨이
- 이레나 페리스
- 캐시 쉬리프
- 로버타 라이튼
- 데보라 웨이크햄

### 조연
- 케네스 웰쉬
- 찰스 데니스
- 필립 아킨
- 티이우 릭
- 오거스트 쉘렌버그